# Старое католическое кладбище в Дрездене
Старое католическое кладбище (нем. Alter Katholischer Friedhof) — одно из старейших кладбищ Дрездена.
Расположено в районе Фридрихштадт на одноименной улице.

## История
Кладбище было основано курфюрстом Августом Сильным в 1720–1721 годах и располагалось в то время за городской стеной. Первым на этом кладбище в 1724 году был похоронен итальянский актёр-комедиант Карл Филипп Мольтено. 7 сентября 1842 году там была освящена капелла.

## Памятники
На старом католическом кладбище находятся памятники и надгробные плиты, сохранившиеся до наших дней начиная с XVIII века и выполненные в стилях барокко, рококо, классицизм. Здесь похоронены не только местные дворяне-католики, но и находившиеся в Саксонии католики из Италии, Франции. Также находится большое количество захоронений польских дворян, эмигрировавших из Польши после 1830-31 годов.

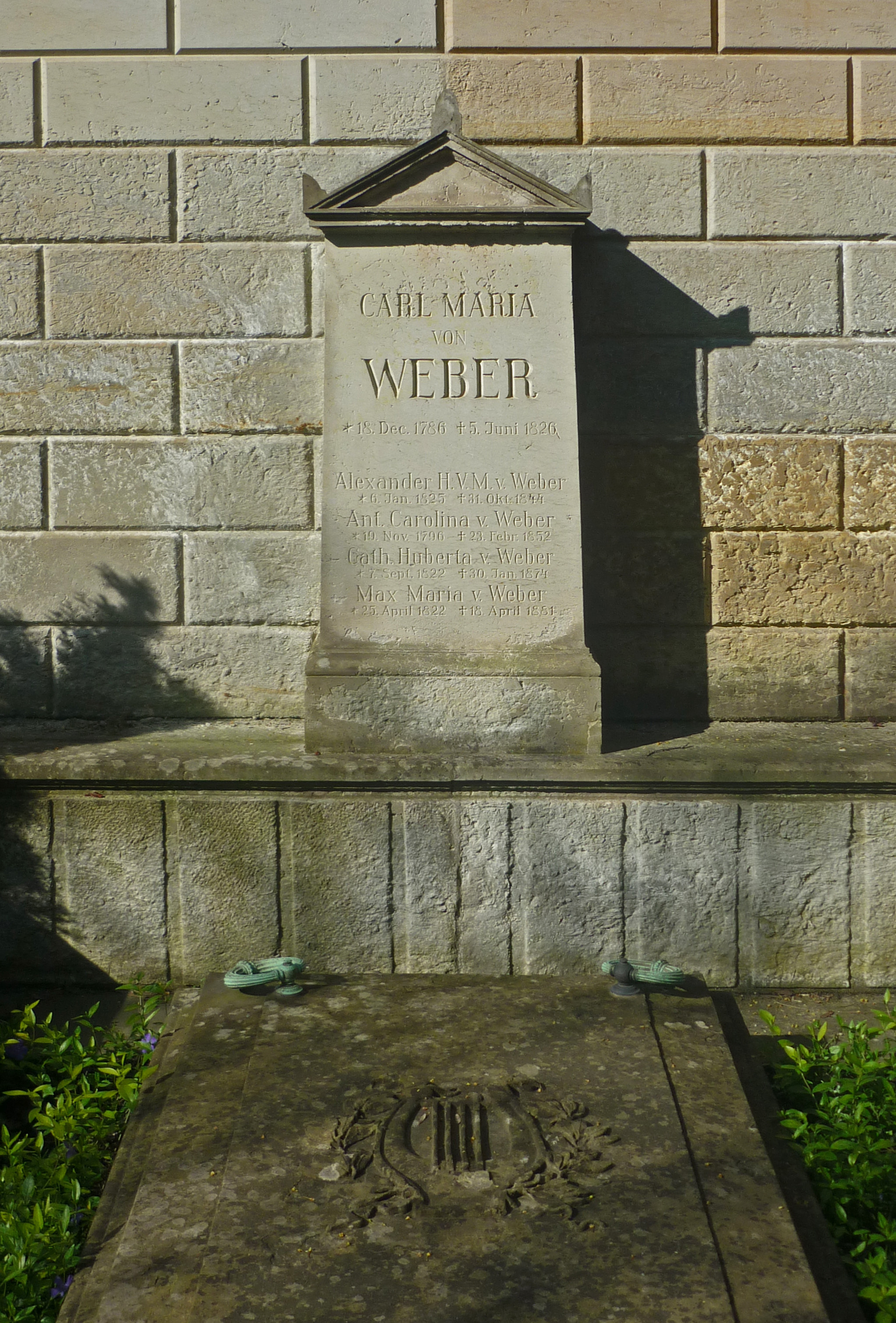
Карл Мария фон Вебер
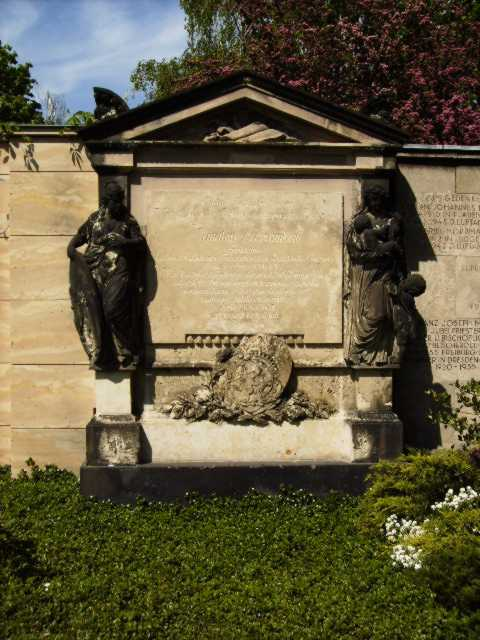
Игнатиус граф Аккорамбони
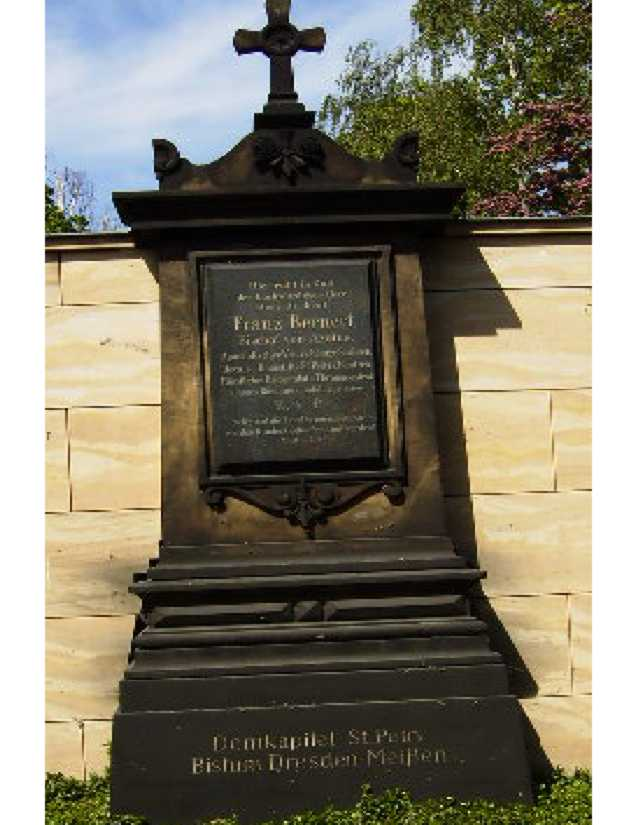
Франц Бернерт
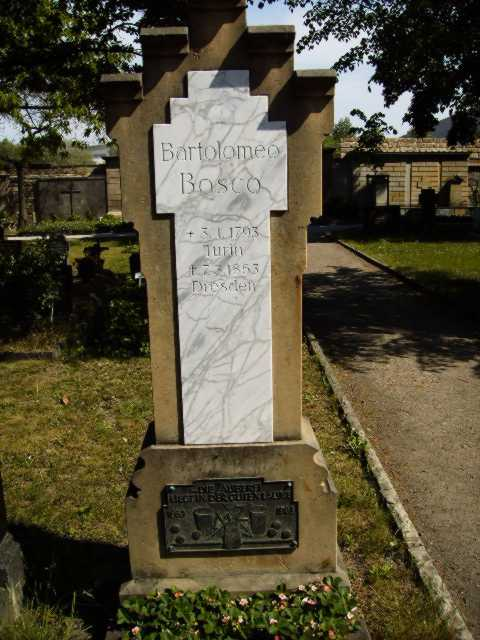
Бартоломео Боско
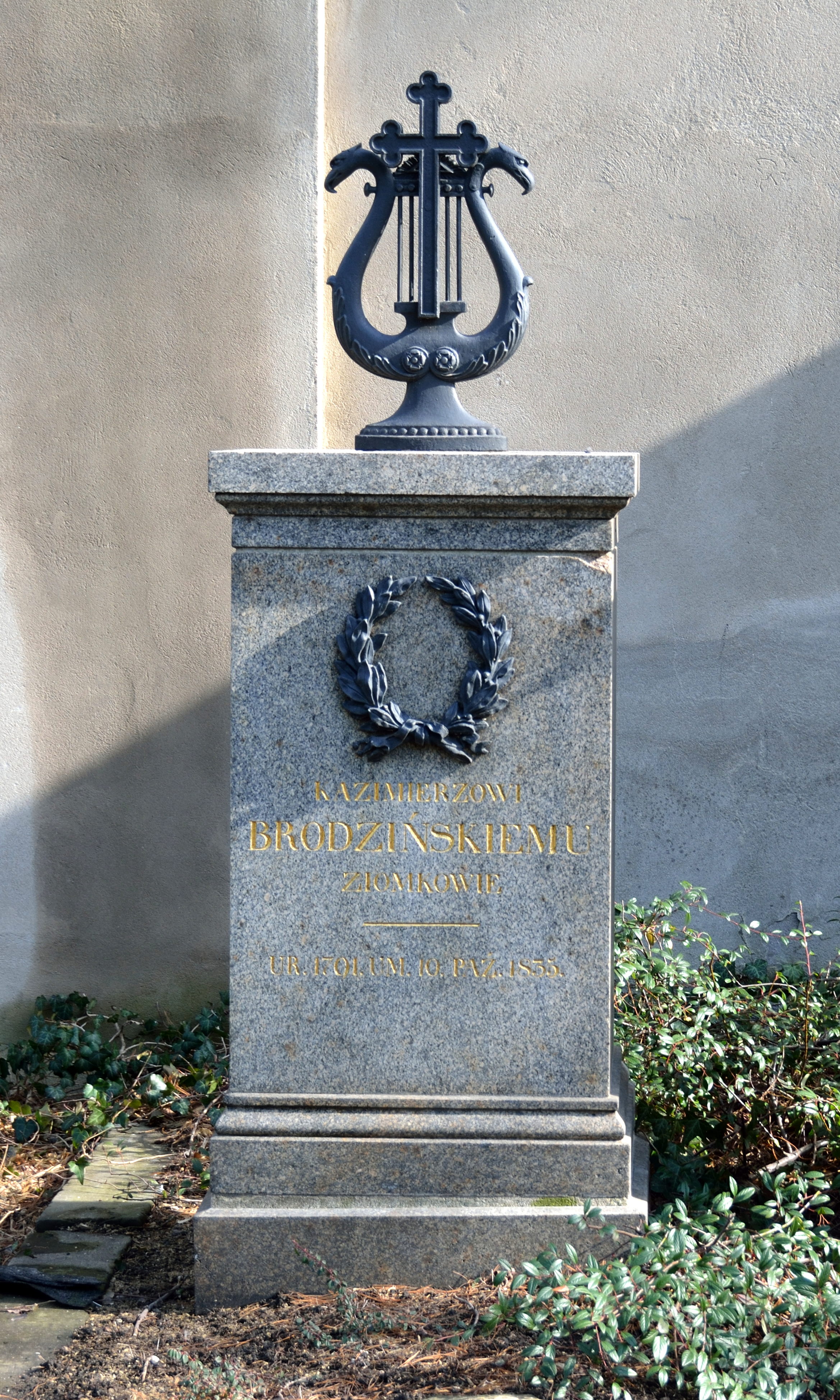
Казимир Бродзинский
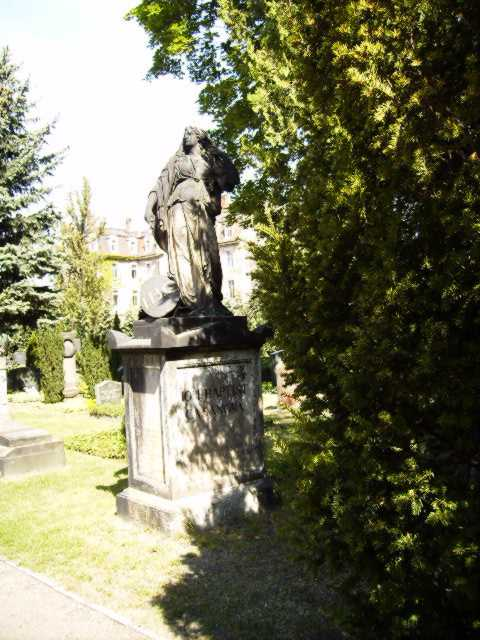
Казанова, Джованни Баттиста
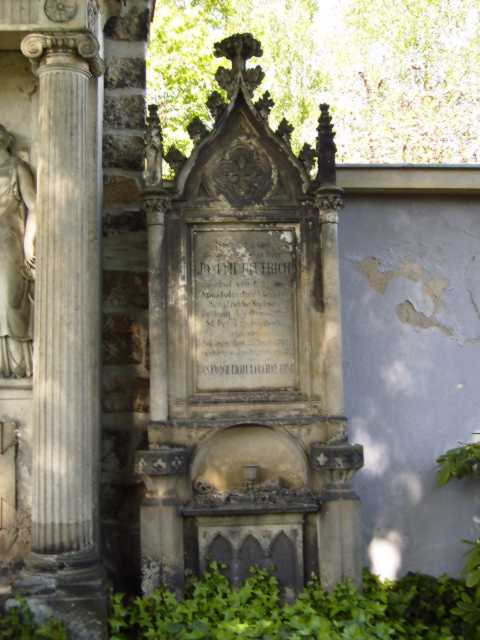
Иозеф Диттрих
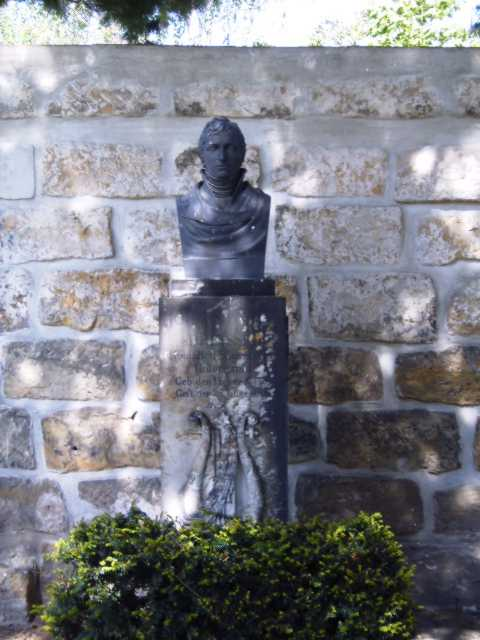
Иоганн Антон Драйссиг
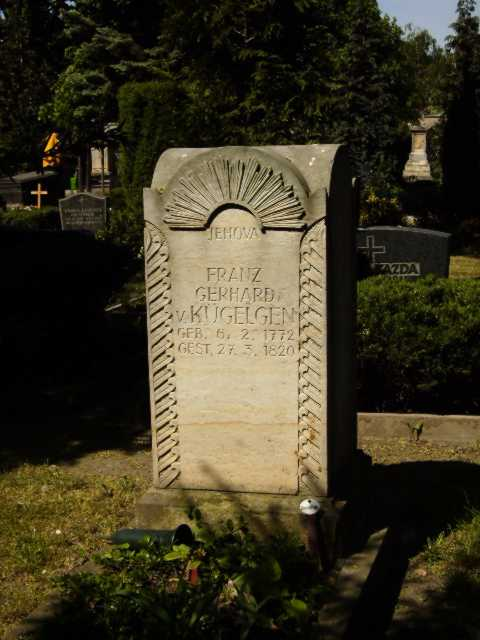
Франц Герхард фон Кюгельген
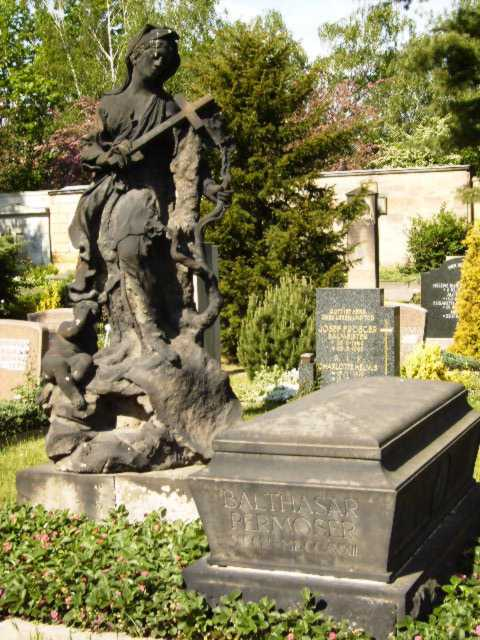
Бальтазар Пермозер
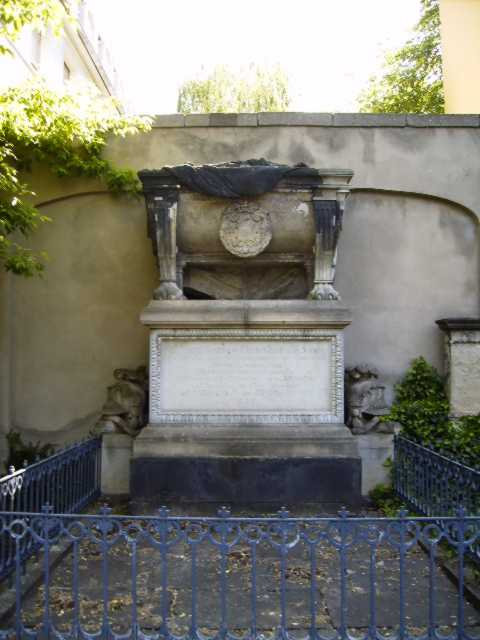
Иоганн Георг, шевалье де Сакс
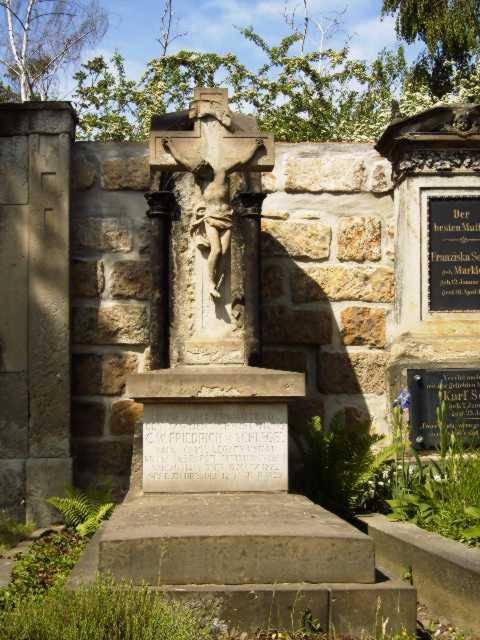
Фридрих фон Шлегель
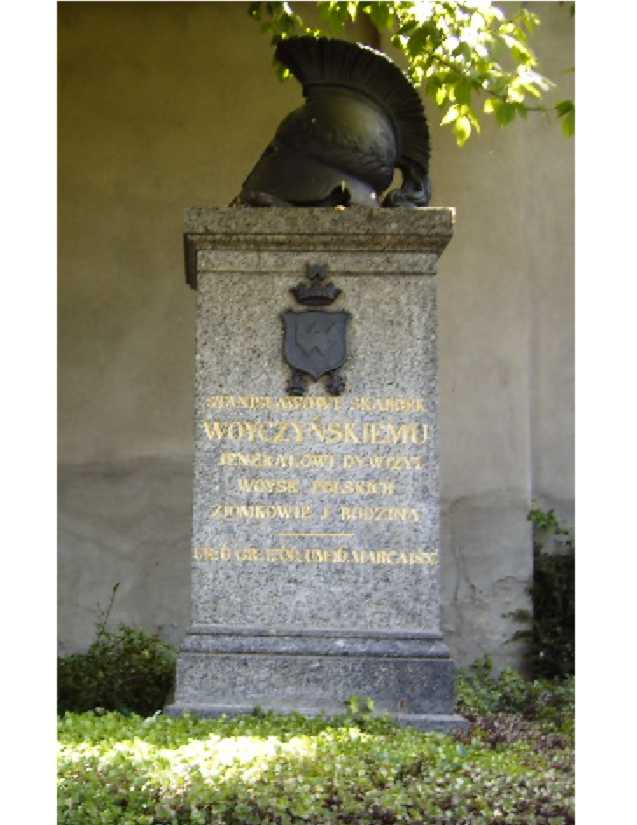
Станислав Скарбек
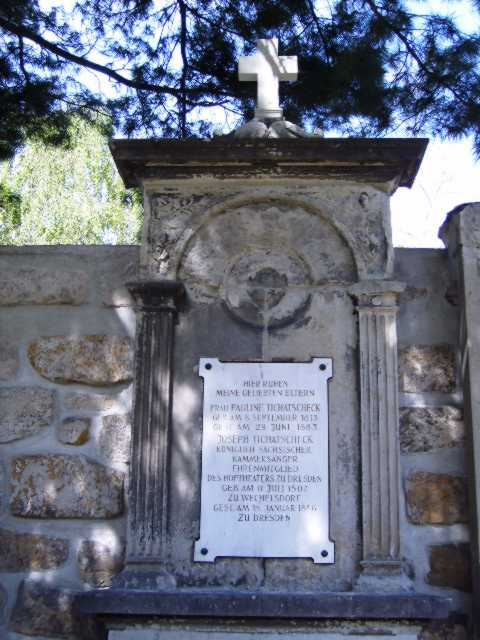
Алоис Иозеф Тихачек
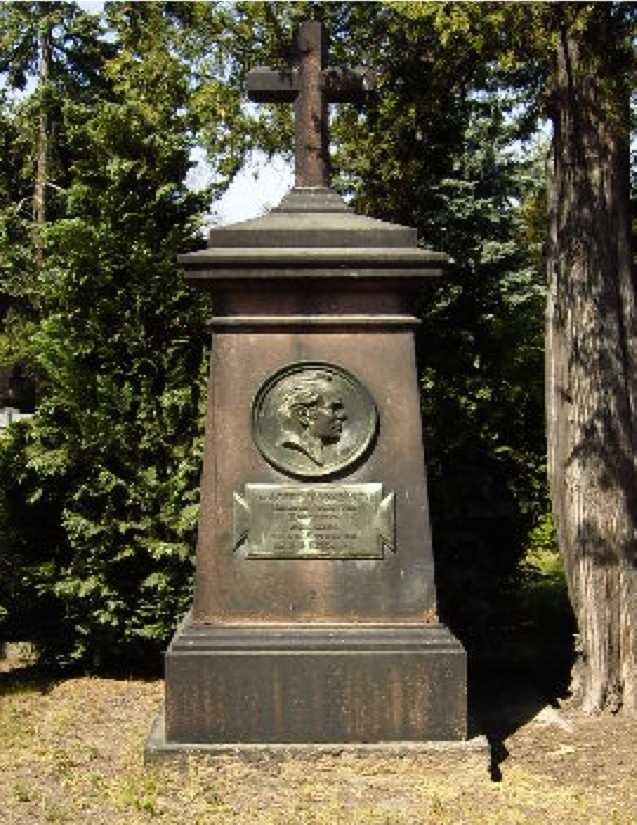
Маттиас Водзинский

## Известные личности, похороненные на кладбище
- Андрицкий, Алоиз
- Бродзинский, Казимир
- Водзинский, Мацей
- Казанова, Джованни Баттиста